# Episodi di Helix (seconda stagione)
La seconda stagione ed ultima della serie televisiva Helix è stata trasmessa dal canale statunitense Syfy a partire dal 16 gennaio 2015.
In Italia, la stagione è stata interamente distribuita il 21 settembre 2016 sul servizio streaming Infinity.
| nº | Titolo originale  | Titolo italiano           | Prima TV USA     | Prima TV Italia   |
| -- | ----------------- | ------------------------- | ---------------- | ----------------- |
| 1  | San Jose          | San Jose                  | 16 gennaio 2015  | 21 settembre 2016 |
| 2  | Reunion           | L'isola dei misteri       | 23 gennaio 2015  | 21 settembre 2016 |
| 3  | Scion             | Discendente               | 30 gennaio 2015  | 21 settembre 2016 |
| 4  | Densho            | L'eredità                 | 06 febbraio 2015 | 21 settembre 2016 |
| 5  | Oubliette         | Dimenticatoio             | 13 febbraio 2015 | 21 settembre 2016 |
| 6  | M.Domestica       | Alberi da frutto          | 20 febbraio 2015 | 21 settembre 2016 |
| 7  | Cross-Pollination | Impollinazione incrociata | 27 febbraio 2015 | 21 settembre 2016 |
| 8  | Vade In Pace      | La ricerca                | 6 marzo 2015     | 21 settembre 2016 |
| 9  | Ectogenesis       | Ectogenesi                | 13 marzo 2015    | 21 settembre 2016 |
| 10 | Mother            | L'accordo                 | 20 marzo 2015    | 21 settembre 2016 |
| 11 | Plan B            | Piano B                   | 27 marzo 2015    | 21 settembre 2016 |
| 12 | The Ascendant     | Il dipinto                | 3 aprile 2015    | 21 settembre 2016 |
| 13 | O Brave New World | Un mondo nuovo            | 10 aprile 2015   | 21 settembre 2016 |